# Czechův rukopis
Czechův kodex nebo Czechův rukopis (maďarsky Czech-kódex), též modlitebník Benigny Maďarové, je modlitební kniha z roku 1513. Byla sepsaná v maďarštině pro Benignu Maďarovou, manželku Pavla Kinižského. Byl vyroben 20 let po Feštetićově kodexu a lze jej považovat za jeho doplněk.  

## Struktura
Rukopis je bohatě zdobený barevnými iniciálami, má 98 stran. Byl napsán černým, červeným a modrým inkoustem, písmo je dílem jednoho autora, přičemž ozdoby mohly být vytvořeny jinou osobou.

## Historie
Modlitební kniha byla napsána pro manželku fundátora kláštera, která jej trvale podporovala. Jeho autor byl obeznámen s obsahem Feštetićova kodexu vypracovaného o 20 let dříve. Na základě kolofonu na straně 180 bylo určeno, že ho vytvořil fráter M. Fekete v paulinském klášteře v Nagyvázsony.  
- oba rukopisy společně obsahují úplný maďarský překlad Officium Beatae Mariae Virginis
- sobotní officium letních nešpor Panny Marie
- Magnificat
- žalmy – jeho text se shoduje s žalmy tzv. husitské bible, napsanými po roce 1438, které se dochovaly v Aporském rukopise.
- Modlitba sv. Brigity 15
- Hymna ukřižovaného Krista

## Dějiny
Kostelský rukopis z roku 1522 a Thewrewkův rukopis z roku 1531 obsahují tytéž texty, je tedy pravděpodobné, že mohly sloužit jako předloha. Aporský kodex byl uložen v trnavském klášteře klarisek až do jeho zrušení roku 1782. V roce 1833 rukopis objevil ve Františkánské knihovně v Nových Zámcích rábský starosta Jánoš Czech a v roce 1851 byl rukopis darován knihovně Maďarské akademie věd. Chybějící původní vazba byla nahrazena novou celokoženou vazbou se sponou. Označení starého rukopisu je Maďarský kodex 12 ° 2, aktualizovaná verna má značku K 42. 

### Další informace
- V roce 1840, první vydání Starých maďarských jazykových vzpomínek Gábora Döbrenteiho. REAL-EOD
- V roce 1921 editoval Cyrill Horváth, série Úložiště staromaďarských básníků .
- V roce 1990 vydala Maďarská lingvistická společnost další věrnou kopii.
- V roce 2012 byla k dispozici na rozhraní Maďarské elektronické knihovny
- Od roku 2014 je původní doslovný text kodexu normalizovaný na dnešní maďarštinu k dispozici a lze jej vyhledávat ve staromaďarském korpusu.